# Římskokatolická farnost Chomutice u Hořic
Římskokatolická farnost Chomutice u Hořic je územním společenstvím římských katolíků v rámci jičínského vikariátu královéhradecké diecéze.

## O farnosti

### Historie
Farní kostel sv. Diviše vznikl jako barokní novostavba na místě staršího dřevěného kostela v roce 1782. 

### Současnost
Farnost je administrována ex currendo Mons. Mgr. Pavlem Rouskem, biskupským vikářem pro diakonii a pastoraci v královéhradecké diecézi, který Chomutice spravuje ex currendo již od roku 2007 (v letech 2007-2018 coby farář v blízkém Vysokém Veselí, poté z Hradce Králové). 
| Kostel                | Místo     | Bohoslužba         | Bohoslužba        | Poznámka     |
| --------------------- | --------- | ------------------ | ----------------- | ------------ |
| Kostel svatého Diviše | Chomutice | neděle ostatní dny | 9.00 dle ohlášení | farní kostel |